# コトゥジッツの戦いにおける戦闘序列
コトゥジッツの戦いにおける戦闘序列。

## 戦闘序列

### オーストリア軍戦闘序列

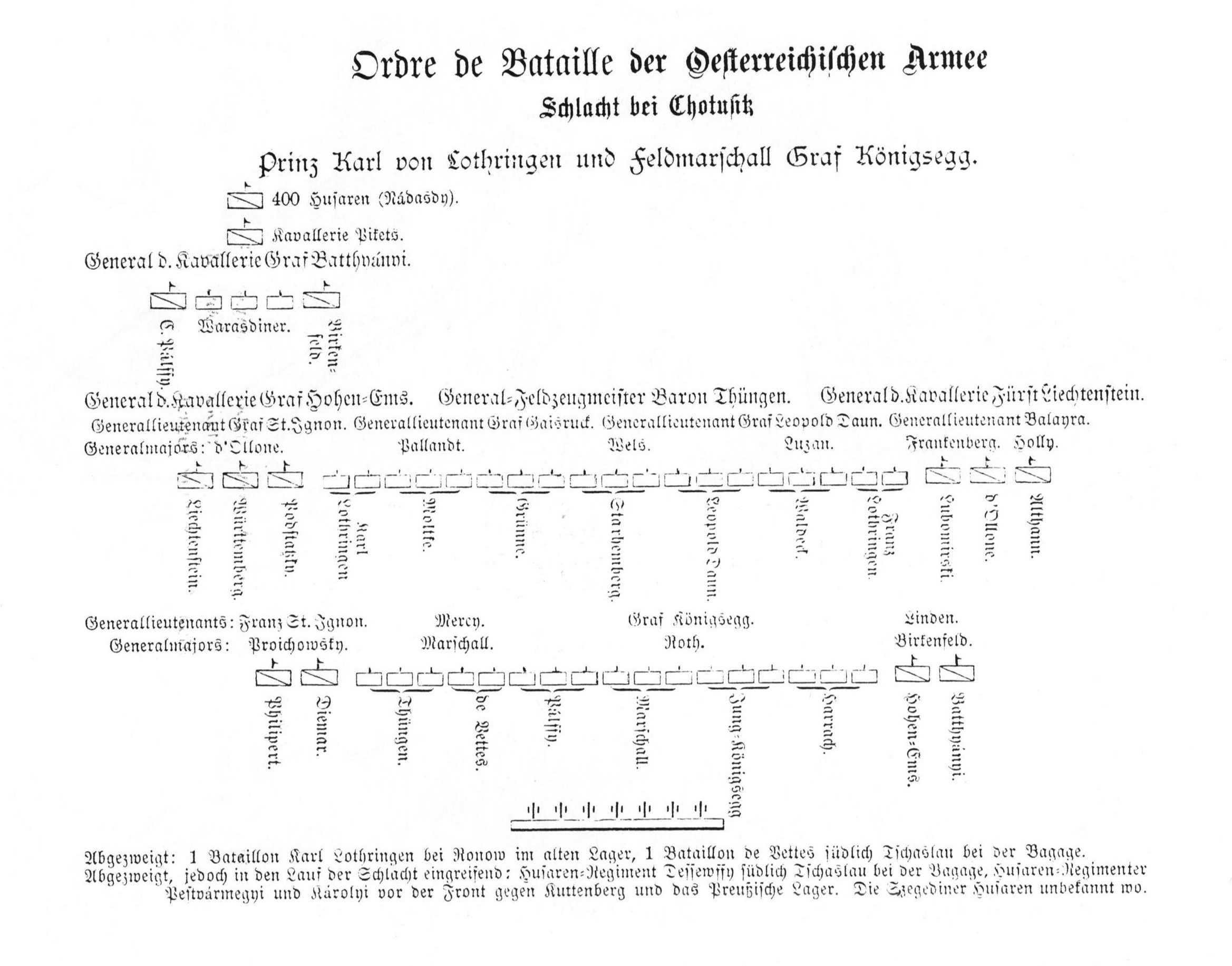
オーストリア軍戦闘序列

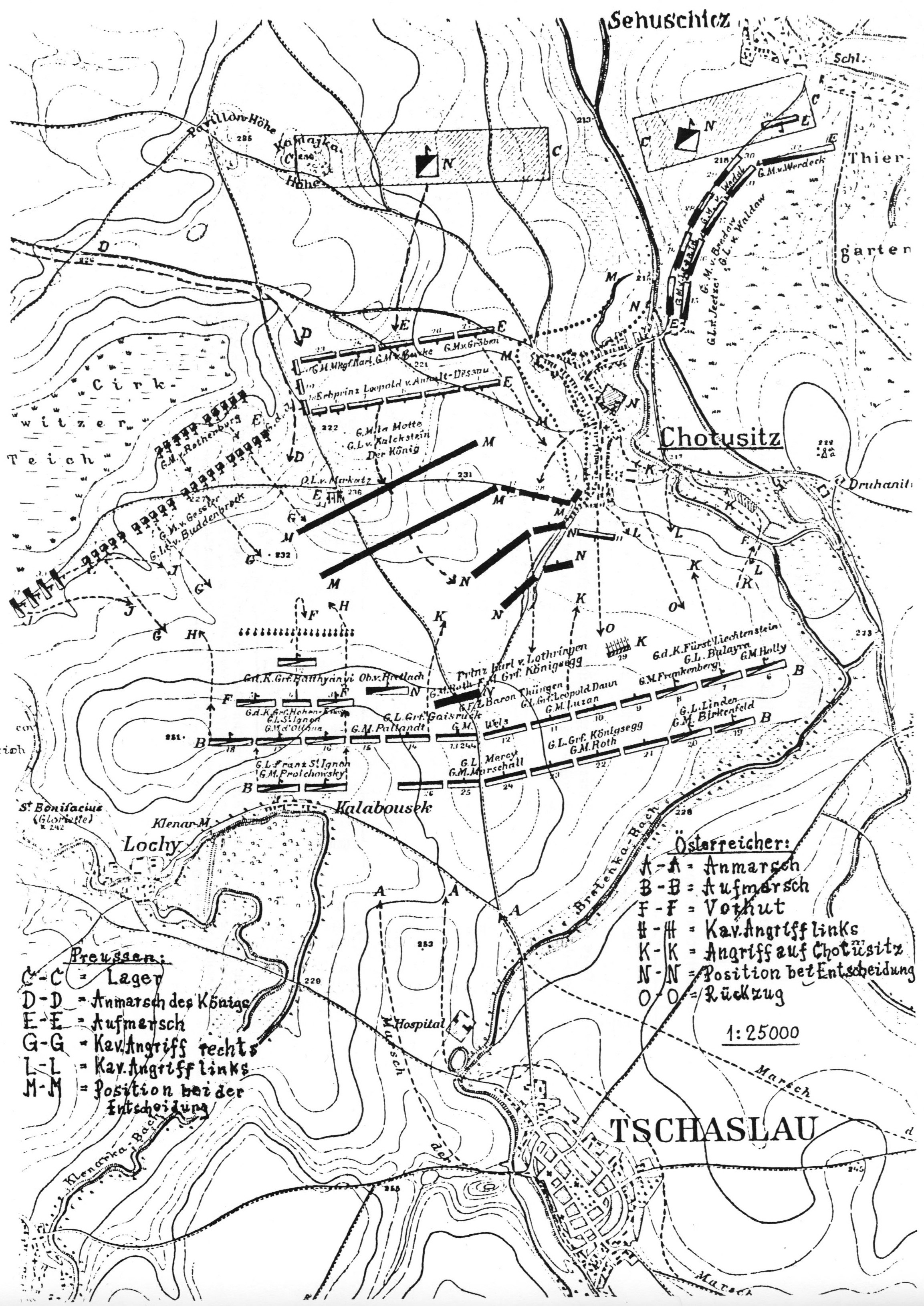

総指揮：カール・アレクサンダー・フォン・ロートリンゲン、ヨーゼフ・ロタール・ドミニク・フォン・ケーニヒスエッグ＝ローテンフェルス元帥
- 前哨
  - ナーダジュディフザール
  - フザール・ピケット

- 前衛軍団：カール・ヨーゼフ・バッチャーニ騎兵大将
  - 第8胸甲騎兵連隊（パルフィ胸甲騎兵）
  - ワラキア人兵団[2] /3個大隊
  - 第23胸甲騎兵連隊（ビルケンフェルト胸甲騎兵）

- 左翼騎兵軍団：フランツ・ヴィルヘルム・ルドルフ・フォン・ホーエネムス騎兵大将
  - 第一戦列：ザイント＝イグノーン中将[3]
    - ドローネ旅団：アレクシス・ドローネ少将
      - 第6竜騎兵連隊（リヒテンシュタイン竜騎兵）
      - 第38竜騎兵連隊（ヴュルテンベルク竜騎兵）
      - ポドスタッツキー胸甲騎兵連隊（連隊番号なし）

  - 第二戦列：フランツ・ザイント＝イグノーン中将[3]
    - プルツィコフスキー旅団：ヨハン・ヴェンツェル・プルツィコフスキー・フォン・プルツィコヴィッツ少将
      - 第37竜騎兵連隊（フィリベルト竜騎兵）
      - 第33胸甲騎兵連隊（ディーマー竜騎兵）

- 中央歩兵軍団：アダム・ジークムント・フォン・テューンゲン歩兵大将[4]
  - 第一戦列左翼：ジギスムント・フリードリヒ・フォン・ガイシュルック中将
    - パランツ旅団：パランツ少将[3]
      - 第3歩兵連隊（カール・ロートリンゲン連隊）/2個大隊
      - 第13歩兵連隊（モルトケ連隊）/3個大隊

    - ヴィート旅団：ヴィート少将[3]
      - 第26歩兵連隊（グリュネ連隊）/3個大隊
      - 第24歩兵連隊（シュタレムベルク連隊）/3個大隊

  - 第一戦列右翼：レオポルト・フォン・ダウン中将
    - ルッツァン旅団：ルッツァン少将[3]
      - 第59歩兵連隊（レオポルト・ダウン連隊）/3個大隊
      - 第35歩兵連隊（ヴァルデック連隊）/3個大隊
      - 第1歩兵連隊（フランツ・ロートリンゲン連隊）/2個大隊

  - 第二戦列左翼：アントワーヌ・ド・メルシー＝アルジャントー中将
    - マーシャル旅団：マーシャル少将[3]
      - 第57歩兵連隊（テューンゲン連隊）/3個大隊
      - 第34歩兵連隊（ド・ベッテスもしくはヴェ(Ve)ッテス連隊）/2個大隊
      - 第19歩兵連隊（パルフィ連隊）/3個大隊

  - 第二戦列右翼：クリスティアン・モーリッツ・オイゲン・フォン・ケーニヒスエッグ＝ローテンフェルス中将
    - ロート旅団：ヴィルヘルム・フォン・ロート少将
      - 第18歩兵連隊（マーシャル連隊）/3個大隊
      - 第16歩兵連隊（ユング＝ケーニヒスエッグ連隊）/3個大隊
      - 第47歩兵連隊（ハラッハ連隊）/3個大隊

- 右翼騎兵軍団：ヨーゼフ・ヴェンツェル・フォン・リヒテンシュタイン騎兵大将
  - 第一戦列：バライラ中将[3]
    - フランケンベルク旅団：フランケンベルク少将[3]
      - 第29胸甲騎兵連隊（ルボミルスキ胸甲騎兵）
      - 第19竜騎兵連隊（ドローネ竜騎兵）

    - ホリュ旅団：ヨーハン・ヨーゼフ・フォン・ホリュ少将
      - 第1竜騎兵連隊（アルトハン竜騎兵）

  - 第二戦列：フェルディナント・カール・フォン・アスプレモント・ウント・リンデン中将
    - ビルケンフェルト旅団：ビルケンフェルト少将[3]
      - 第4胸甲騎兵連隊（ホーエネムス胸甲騎兵）
      - 第7竜騎兵連隊（バッチャーニ竜騎兵）[5]

### プロイセン軍戦闘序列
総指揮：フリードリヒ大王

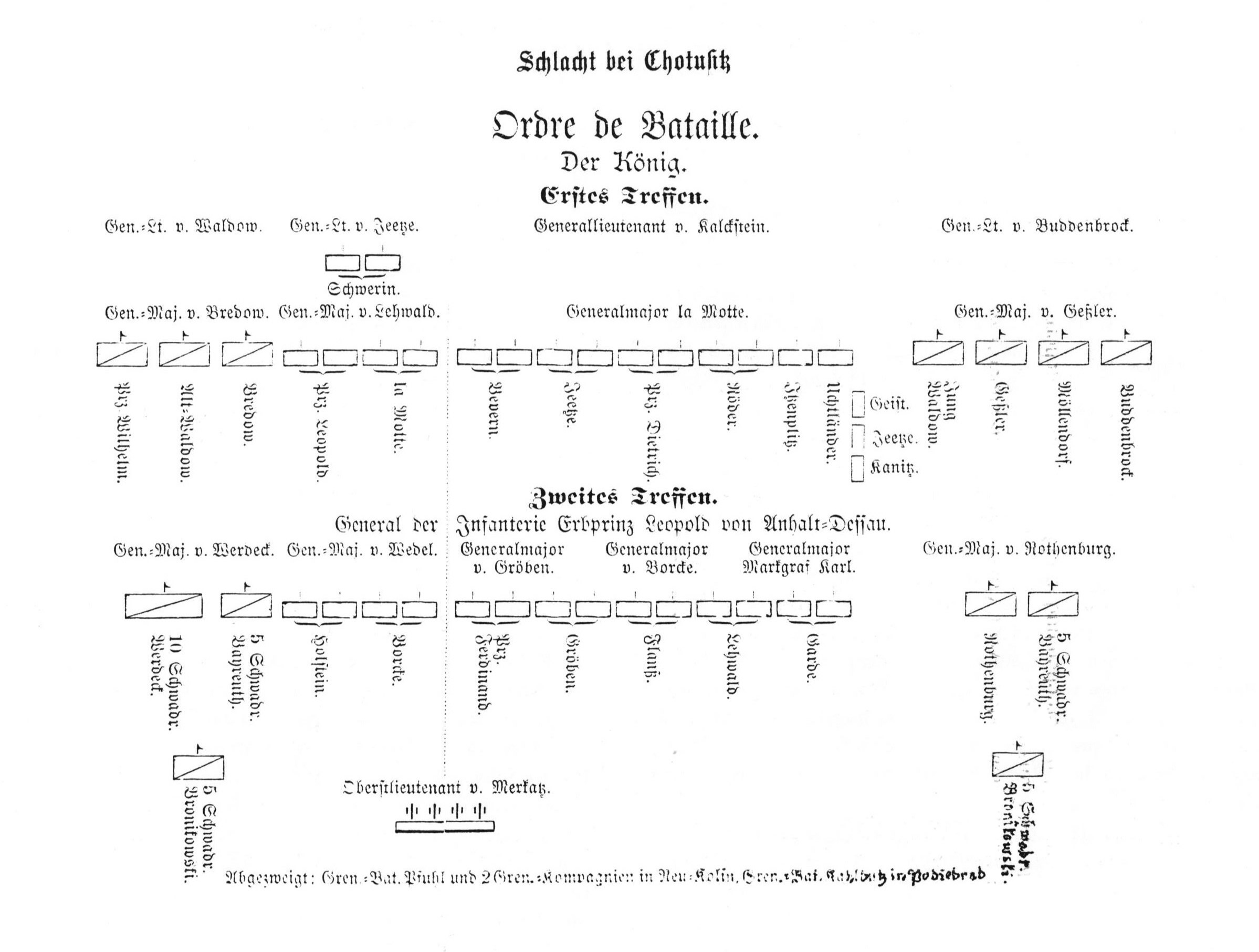
プロイセン軍戦闘序列

- 左翼騎兵軍団：アルノルト・クリストフ・フォン・ヴァルドウ中将
  - 第一戦列
    - ブレドウ旅団：フリードリヒ・ジークムント・フォン・ブレドウ少将
      - 第2胸甲騎兵連隊（プリンツ・プロイセン胸甲騎兵）
      - 第12胸甲騎兵連隊（アルト＝ヴァルドウ胸甲騎兵）
      - 第7胸甲騎兵連隊（ブレドウ胸甲騎兵）

  - 第二戦列
    - ヴェルデック旅団：エルンスト・フェルディナント・フォン・ヴェルデック少将
      - 第7竜騎兵連隊（ヴェルデック竜騎兵）/10個中隊
      - 第5竜騎兵連隊（バイロイト竜騎兵）/内 5個中隊

  - 第三戦列
    - 第1軽騎兵連隊（緑色軽騎兵もしくはブロニコフスキー軽騎兵）/内 5個中隊

- 左翼歩兵軍団（前列）[6]：レオポルト2世・フォン・アンハルト＝デッサウ歩兵大将
  - 第一戦列：ヨアヒム・クリストフ・フリードリヒ・フォン・イェーツェ中将
    - 第24歩兵連隊（シュヴェリーンまたはアルト＝シュヴェリーン連隊）/2個大隊、コトゥジッツに配置
    - レーヴァルト旅団：ヨハン・フォン・レーヴァルト少将
      - 第27歩兵連隊（プリンツ・レオポルト連隊）/2個大隊
      - 第17歩兵連隊（ラ・モット連隊）/2個大隊

  - 第二戦列：
    - ヴェーデル旅団：ヨハン・フォン・ヴェーデル少将
      - 第11歩兵連隊（ホルシュタイン＝ベック連隊）/2個大隊
      - 第29歩兵連隊（ユング＝ボルケ連隊）/2個大隊

- 右翼歩兵軍団（後列）：フリードリヒ大王
  - 第一戦列：クリストフ・ヴィルヘルム・フォン・カルクシュタイン中将[7]
    - 第7歩兵連隊（ベーヴェルン連隊）/2個大隊
    - 第30歩兵連隊（イェーツェ連隊）/2個大隊
    - 第10歩兵連隊（プリンツ・ディートリヒ連隊）/2個大隊
    - 第2歩兵連隊（レーダー連隊）/2個大隊
    - イッツェンプリッツ擲弾兵大隊（第8連隊/第24連隊）
    - ウクランダー擲弾兵大隊（第7連隊/第19連隊）
    - ギースト擲弾兵大隊（またはハーゲン大隊、第5連隊/第20連隊）、側面配置
    - イェーツェ擲弾兵大隊（第12連隊/第17連隊）、側面配置
    - カニッツ擲弾兵大隊（第11連隊/第14連隊）、側面配置

  - 第二戦列：
    - グレーベン旅団：クルト・ハインリヒ・フォン・デア・グレーベン少将
      - 第34歩兵連隊（プリンツ・フェルディナント連隊）/2個大隊
      - 第4歩兵連隊（グレーベン連隊）/2個大隊

    - ボルケ旅団：ゲオルグ・フリードリヒ・ハインリヒ・フォン・ボルケ少将
      - 第16歩兵連隊（フランス連隊）/2個大隊

    - カール辺境伯旅団：ブランデンブルク＝シュヴェート辺境伯カール・フリードリヒ・アルブレヒト少将
      - 第14歩兵連隊（レーヴァルト連隊）/2個大隊
      - 第15歩兵連隊（近衛連隊）/第2大隊、第3大隊

- 右翼騎兵軍団：ヴィルヘルム・ディートリヒ・フォン・ブッデンブローク中将
  - 第一戦列
    - ゲスラー旅団：フリードリヒ・レオポルト・フォン・ゲスラー少将
      - 第8胸甲騎兵連隊（ユング＝ヴァルドウ胸甲騎兵）
      - 第4胸甲騎兵連隊（ゲスラー胸甲騎兵）
      - 第9胸甲騎兵連隊（メレンドルフ胸甲騎兵）
      - 第1胸甲騎兵連隊（ブッデンブローク胸甲騎兵）

  - 第二戦列
    - ローテンブルク旅団：フリードリヒ・ルドルフ・フォン・ローテンブルク少将
      - 第3竜騎兵連隊（ローテンブルク竜騎兵）
      - 第5竜騎兵連隊 /内 5個中隊

  - 第三戦列
    - 第1軽騎兵連隊 /内 5個中隊